# Tom Kilburn
Tom Kilburn  CBE FRS (11 d'agost de 1921 a Dewsbury, Yorkshire - 17 de gener de 2001 a Manchester) va ser un enginyer anglès co-inventor del tub Williams (1946). Amb Frederic Williams i Tootill Geoff, és un dels tres inventors del SSEM, el primer ordinador de programa emmagatzemat (gravat en la mateixa memòria que les dades) de 1948. El suport d'aquesta memòria va ser el tub de Williams. Aquesta màquina és la base del Manchester Mark I.
Kilburn va estudiar a Sidney Sussex College de Cambridge, va seguir un curs accelerat de dos anys durant la Segona Guerra Mundial. Va ser reclutat per Charles Percy Snow per prendre aquest curs intensiu en electrònica i treballar per a la Força Aèria sobre un tema secret. Va ser assignat a l'Institut de Recerca de Telecomunicacions dirigit per Frederic Calland Williams per treballar sobre el radar. El 1943, es va casar amb Irene Marsden, amb qui va tenir un fill i una filla.